# Andrés Alonso García
Andrés Alonso García detto Ito (Salamanca, 26 aprile 1961) è un ex calciatore spagnolo, di ruolo attaccante.

## Carriera
Nella stagione 1979-1980 giocò al Palencia, in Segunda División. Nel corso della stessa stagione fu acquistato dal Salamanca, in Primera. Debuttò in massima serie alla ventottesima giornata di campionato, in occasione di una vittoria casalinga per 2-1 contro l'Hércules, entrando in campo negli ultimi 11 minuti al posto di Félix Bayón.
Nella stagione 1980-1981 fu titolare al Salamanca, con Nemesio Martín, e successivamente Juan Muñoz Cerdà, in panchina. Il Salamanca retrocesse arrivando al penultimo posto. Ito, però, attirò l'attenzione del Real Madrid che lo ingaggiò per 50 milioni di pesetas. L'incasso ottenuto dalla sua cessione stabilì un record per la squadra castiglianoleonese.
Appena arrivato a Madrid, abitò per 4 mesi a casa di Vicente del Bosque. Successivamente si trasferì in un appartamento nel suo stesso palazzo.
Esordì con i Blancos il 20 settembre 1981 contro la Real Sociedad, in occasione della prima giornata di campionato. Segnò il suo primo gol dopo soli due minuti di gioco. Al 57' fu sostituito da Isidro Díaz González e nel finale i baschi rimontarono il risultato, vincendo per 3-1.
Il 30 settembre fece il suo debutto in Coppa UEFA giocando da titolare in casa contro il Football Club Tatabánya e venendo espulso al 79'.
Nel primo anno al Real Madrid giocò 28 partite, segnando 4 gol e vincendo la Copa del Rey.
Nella seconda stagione nella capitale, con Alfredo Di Stéfano in panchina, giocò 13 partite in campionato e due in Coppa delle Coppe. In questa stagione, il Real Madrid perse la Supercoppa spagnola e le finali di Copa de la Liga, Copa del Rey e Coppa delle Coppe.
Nella stagione 1983-1984 collezionò solo 4 presenze. Nella stagione successiva, all'ultimo anno di contratto con il Real Madrid, Ito fu ceduto al Real Valladolid. Allenato da Fernando Redondo Barcenilla, contribuì con 2 gol in 10 partite al raggiungimento della salvezza.
A fine anno, svincolato, passò al Real Betis, sempre in Liga. Giocò con gli andalusi per tre stagioni.
Nel 1988 si trasferì al Ceuta, squadra dell'omonima città autonoma spagnola situata nel Nord Africa, militante in Segunda B (la terza serie del calcio spagnolo).
Dopo due stagioni al Ceuta, nel 1990 si trasferì al Cultural y Deportiva Leonesa. Qui fu allenato da José Carrete De Julián. Giocò sei gare, di cui solo due da titolare, prima di ritirarsi all'età di 29 anni.

## Palmarès

### Competizioni nazionali
- Coppa di Spagna: 1

Real Madrid: 1981-1982